# ميخائيل غراهام (مخرج)
ميخائيل غراهام (بالإنجليزية: Michael Graham)‏ هو فنان ومخرج أمريكي، ولد في 18 فبراير 1982.

## روابط خارجية
- مايكل غراهام على موقع IMDb (الإنجليزية)